# Doellotatus
Doellotatus — це вимерлий рід броненосців, який існував у Аргентині, Уругваї та Болівії в олігоцені, міоцені, пліоцені. Відомо 47 колекцій скам'янілостей. 